# Magis
Magis SpA è un'azienda italiana fondata a Motta di Livenza nel 1976 e specializzata in arredo e design.

## Storia
Fondata nel 1976 da Eugenio Perazza a Motta di Livenza, in provincia di Treviso, Magis riesce ad affermarsi come azienda innovatrice nel panorama del design attraverso collaborazioni come Andries Van Onck, Richard Sapper, Marc Berthier, Toshiyuki Kita, Jasper Morrison, Ron Arad, Zaha Hadid, Konstantin Grcic, Ronan & Erwan Bouroullec, Naoto Fukasawa, Philippe Starck, Marc Newson, Stefano Giovannoni, Pierre Paulin.
Dopo essere stata per lungo tempo associata alla lavorazione della plastica, specificatamente con l'impiego delle tecnologie di stampaggio ad iniezione e stampaggio assistito da gas, nel 1999 l'azienda apre un nuovo capitolo avviando la collaborazione con il designer tedesco Konstantin Grcic, al quale viene affidato un progetto in pressofusione di alluminio sfociato nella nascita di Chair One.
L'azienda nel corso degli anni cresce e matura sotto l'aspetto progettuale sino ad arrivare ad essere premiata in sei edizioni del prestigioso premio ADI Compasso d'Oro (nel 2014 viene vinto per la sedia Spun).
Nel 2001 Magis è diventata società per azioni. Oggi si concentra prevalentemente sull'export pur mantenendo la produzione interamente all'interno dei confini italiani, dove si appoggia ad una rete di partner produttivi locali. Nel 2006 viene fondata la prima filiale estera del brand, Magis Japan, con sede a Tokyo, seguita nel 2019 da Magis Germany, con sede a Monaco di Baviera.

## Designers
- Ronan & Erwan Bouroullec
- Naoto Fukasawa
- Marcel Wanders
- Philippe Starck
- Zaha Hadid
- Marc Newson
- Jasper Morrison
- Ron Arad
- Enzo Mari
- Stefano Giovannoni
- Eero Aarnio
- Richard Sapper
- Alessandro Mendini
- Javier Mariscal
- Konstantin Grcic
- Björn Dahlström
- Thomas Heatherwick